# Dyab Abou Jahjah
Dyab Abou Jahjah (Hanine, 24 de junio de 1971), es un activista político y escritor libanés. Es cofundador de la Fundación Hind Rajab y de su organización matriz, el Movimiento 30 de Marzo, así como exlíder de la Liga Árabe Europea (LAE), un movimiento panarabista que apoya los intereses de los inmigrantes musulmanes en Europa.

## Biografía
Abou Jahjah nació y creció en el sur del Líbano, en Hanin, cerca de la frontera con Israel. Declaró haberse unido a Hezbolá en su campaña contra Israel y haber recibido entrenamiento militar. Obtuvo el estatus de refugiado en 1996 y se nacionalizó belga al casarse con una belga, de quien se divorció mucho después. Actualmente está casado con Nabila Boujdaine, una belga musulmana de origen marroquí, quien también figuró en las listas electorales de su partido, el MDP, en 2004.  N. Boujdaine es hermana de Saida, del libro Saida, escrito por el periodista de De Standaard, Tom Naegels  y es socia de Safe Have Aid, una nueva organización fundada por Dyab Abou Jahjah y su hermano. 
Abou Jahjah ha escrito varios libros, entre ellos una autobiografía titulada Entre dos mundos: Las raíces de una lucha por la libertad. También fue protagonista de dos biografías políticas, una escrita por Mohammed Benzakour  y la otra por Maroun Labaki, y de un libro de análisis político escrito por el escritor comunista belga Ludo De Witte.
En 1991, a los 19 años, Abou Jahjah se mudó del Líbano a Bélgica. Estudió en la Universidad Católica de Lovaina en Louvain-la-Neuve y obtuvo una maestría en Ciencias Políticas y Relaciones Internacionales. Tras varios trabajos esporádicos durante sus estudios, incluyendo trabajos en fábricas y en la construcción, se convirtió en director de vzw Welkom, la organización de trabajadores inmigrantes del sindicato ABVV.

### Puntos de vista políticos
Abou Jahjah es un nacionalista árabe de tradición nasserista y considera el socialismo un paradigma fundamental de su pensamiento, ya que no se basa en la raza ni el color de la piel. Cree que los inmigrantes deben ser tratados como ciudadanos de pleno derecho, en lugar de como huéspedes, y ha expresado su admiración por el modelo estadounidense de asimilación, afirmando: «Las leyes raciales de Estados Unidos son más avanzadas que las de aquí. Tengo familiares en Detroit que son árabe-estadounidenses, pero se sienten estadounidenses. Yo no me siento europeo. Europa necesita que su concepto de ciudadanía sea inclusivo para todas las culturas y religiones». 
The Guardian escribió que a Abou Jahjah lo llamaban el " Malcolm X belga". Según un periódico flamenco, Abou Jahjah apoyaba el uso de la violencia contra las tropas extranjeras en Irak. En una entrada de blog, Abou Jahjah declaró que sus opiniones estaban tergiversadas y que "celebrar la muerte de personas, incluso de soldados enemigos, no es algo que yo haría". Después de que un periódico danés publicara retratos negativos del profeta Mahoma, la rama neerlandesa de la AEL publicó un cómic que ponía en duda el Holocausto en 2010, por lo que fue multada. La organización afirmó que se publicó para destacar un doble rasero en materia de libertad de expresión. Después de que el presidente de la Junta de Diputados de Judíos Británicos escribiera una carta a la entonces ministra del Interior, Jacqui Smith, en 2009, Abou Jahjah fue vetado del Reino Unido. Sus opiniones y declaraciones políticas han suscitado críticas y han contribuido a la controversia sobre sus vínculos, incluso con el político británico Jeremy Corbyn.  

### Liga Árabe Europea
En 2000 Abou Jahjah fundó la Liga Árabe Europea en Amberes, ciudad con una gran población musulmana. En las elecciones de 2003 la Liga Árabe Europea se asoció con el Partido Obrero Marxista-Leninista de Bélgica para formar RESIST (lista electoral), que no obtuvo ningún escaño y se disolvió rápidamente. En 2004 fundó el MDP, pero este partido no obtuvo ningún escaño electo. 
En 2001 Abou Jahjah fundó el Comité de Sabra y Chatila, que presentó una demanda contra el ex primer ministro israelí Ariel Sharon por su papel en la masacre de Sabra y Chatila  que se cometió en campos de refugiados adyacentes durante la guerra civil libanesa en 1982.

## Carrera

### Guerra del Líbano de 2006
En julio de 2006 anunció que viajaría al Líbano para ayudar en todo lo que pudiera a defender su país contra el ataque de las fuerzas israelíes. 

### Cultura popular
Durante el año 2002 Abou Jahjah fue el nombre más mencionado en los medios de comunicación belgas, superando las referencias al primer ministro y al rey.  Fue interpretado por el comediante  Paul Groot en el programa de comedia neerlandés Kopspijkers. También fue un personaje principal en la exitosa novela Los del escritor Tom Naegels, que luego se filmó.

### Habilidades de debate
Roderiek van Grieken calificó a Abou Jahjah de "talento puro y perfecto" para el debate. El lingüista C. Delantsheer escribió un capítulo sobre la retórica de Abou Jahjah en un libro publicado por la Universidad de Cambridge en 2007,  así como un artículo sobre el poder de sus metáforas, presentado en un congreso académico en Suecia. 

### Regreso a Bélgica
En septiembre de 2013 Abou Jahjah regresó a Bélgica debido a la grave situación de seguridad en el Líbano. Anunció que fundaría un nuevo movimiento, Movimiento-X, que buscaría defender la igualdad de derechos y la justicia social.
En enero de 2017 De Standaard canceló la columna de Abou Jahjah cuando, tras el ataque con camión en Jerusalén en 2017, escribió que "la liberación de Palestina 'por cualquier medio necesario' debe llevarse a cabo", citando la política del periódico.

### Fundación Hind Rajab
En 2024 Abou Jahjah cofundó el Movimiento 30 de Marzo (nombre que hace referencia al Día de la Tierra ) y su brazo legal, la Fundación Hind Rajab —nombrada en honor a Hind Rajab—, un grupo que busca usar litigios ofensivos para responsabilizar a los involucrados en atrocidades, incluyendo perpetradores, cómplices e instigadores de la violencia contra los palestinos. A principios de 2025, tras el anuncio de que un tribunal brasileño investigaría a un soldado israelí (en ese momento de visita en el país) por crímenes de guerra, Abou Jahjah recibió amenazas en X por Amichai Chikli, un funcionario del gobierno israelí. Chikli escribió: «Hola, nuestro activista de derechos humanos. Cuidado con su localizador», lo que, según los medios belgas, era una referencia a los ataques con dispositivos electrónicos en el Líbano en 2024. 